# Argemone glauca
Argemone albiflora (Nutt. ex Prain) Pope – gatunek rośliny z rodziny makowatych (Papaveraceae Juss.). Występuje endemicznie na Hawajach. 

## Morfologia

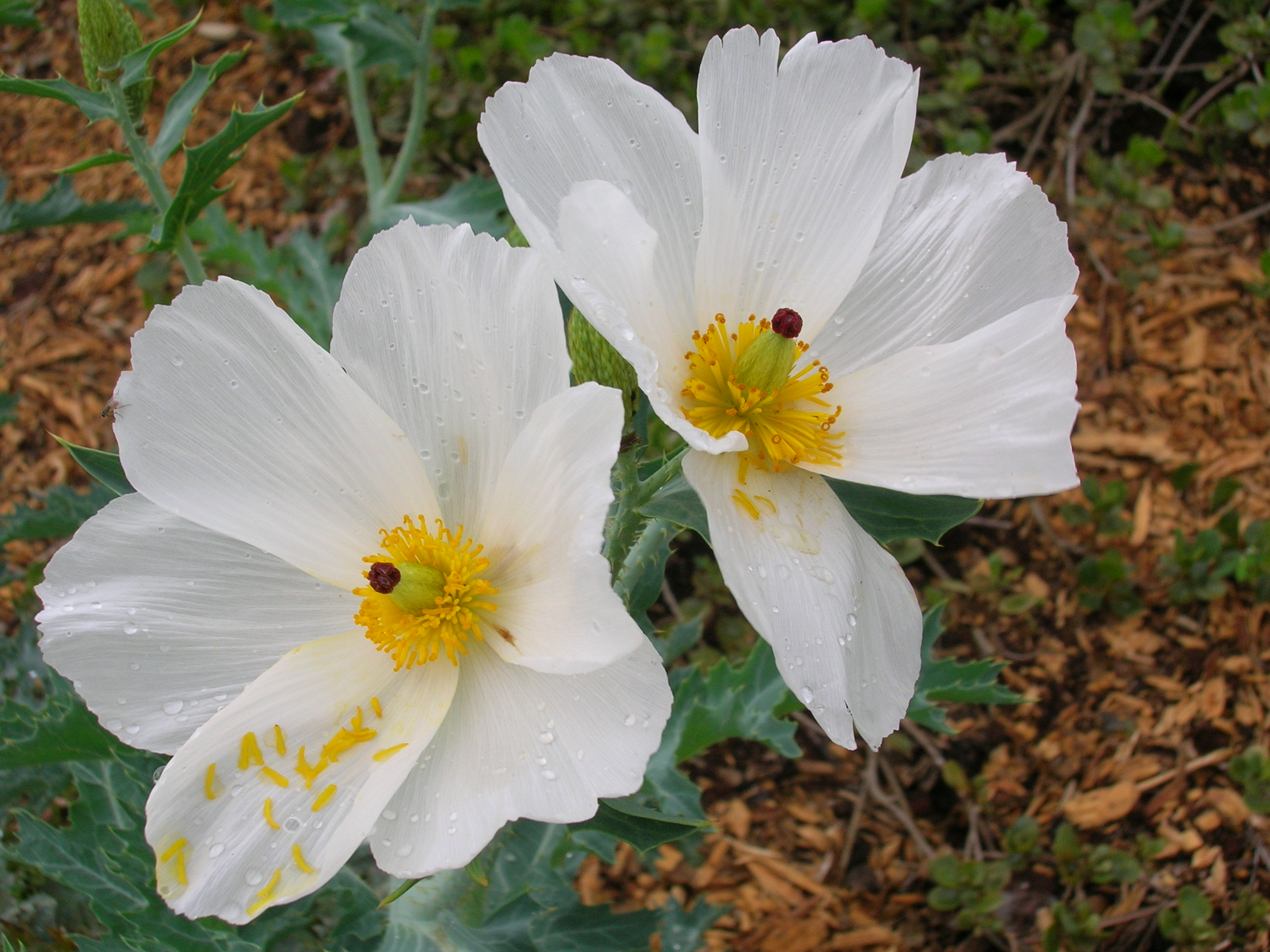
Kwiaty

PokrójRoślina jednoroczna lub bylina dorastająca do 70–150 cm wysokości. Łodyga jest pokryta kolcami.
LiścieSą pierzasto-klapowane, w zarysie mają podłużnie eliptyczny kształt. Mierzą 8–21 cm długości i 6–11 cm szerokości. Blaszka liściowa jest kolczasta na brzegu.
KwiatySą zebrane w wierzchotki, rozwijają się na szczytach pędów. Płatków jest 6, mają odwrotnie jajowaty kształt i białą barwę, osiągają do 3–5,5 cm długości. Kwiaty mają 70–80 wolnych pręcików.
OwoceTorebki o jajowatym kształcie. Osiągają 30–60 mm długości.

## Biologia i ekologia
Rośnie w suchych lasach oraz na terenach skalistych. Występuje na wysokości do 1900 m n.p.m.